# Physenaceae
Physenaceae је фамилија дрвенастих скривеносеменица из реда Caryophyllales. Ова фамилија је ендемична за Мадагаскар (фитогеографски, за мадагаскарско флористичко потцарство). Статус фамилије постоји тек у новијим класификационим схемама, са различитим позицијама – у оквиру реда Urticales у Кронквистовом систему, у монотипском реду Physenales у последњем Тахтаџановом систему, или у оквиру Caryophyllales на основу препоруке APG (1998) и APG II (2003).